# Francisco Javier Girón y Aragón
Francisco Javier Girón y Aragón (Sevilla, 1838-Zaragoza, 1899) fue un militar español. Ostentó el título nobiliario de marqués de Ahumada.

## Biografía
Nació el 31 de agosto de 1838 en Sevilla. Teniente general, ostentó el título nobiliario de marqués de Ahumada. Combatió en la guerra de África con O'Donnell, de quien fue ayudante hasta 1867. También participó en la persecución de los sublevados de 1866, en las jornadas del 22 de junio de ese mismo año, en los sucesos republicanos de Málaga, en la campaña del Norte y en la guerra de Cuba. Fue segundo cabo en la capitanía general de Filipinas, además de capitán general de Aragón. Falleció el 6 de octubre de 1899 en Zaragoza.